# Liste der Kulturgüter in Coldrerio
Die Liste der Kulturgüter in Coldrerio enthält alle Objekte in der Gemeinde Coldrerio im Kanton Tessin, die gemäss der Haager Konvention zum Schutz von Kulturgut bei bewaffneten Konflikten, dem Bundesgesetz vom 20. Juni 2014 über den Schutz der Kulturgüter bei bewaffneten Konflikten sowie der Verordnung vom 29. Oktober 2014 über den Schutz der Kulturgüter bei bewaffneten Konflikten unter Schutz stehen.
Objekte der Kategorien A und B sind vollständig in der Liste enthalten, Objekte der Kategorie C fehlen zurzeit (Stand: 1. Januar 2023).

## Kulturgüter
| Foto |                                                                                               | Objekt | Kat. | Typ | Standort                             | Beschreibung                                                                  |
| ---- | --------------------------------------------------------------------------------------------- | --- | ---- | --- | ------------------------------------ | ----------------------------------------------------------------------------- |
| ja   | Datei hochladen · Wikidata zu Torfmoor (Q29527190)                                            | Torfmoor / Torbiera KGS-Nr.: 10531                                                                        | A    | F   | Via Campagnola 720250 / 79300        | Archäologische Objekte aus dem Neolithikum, der Bronzezeit und der Eisenzeit. |
| ja   | Datei hochladen · Wikidata zu Oratorium Madonna del Carmelo a Villa (Q55381883)               | Oratorium Madonna del Carmelo a Villa / Oratorio della Madonna del Carmelo a Villa KGS-Nr.: 05417         | B    | G   | Via San Rocco 720415 / 79492         |                                                                               |
| BW   | Datei hochladen · Wikidata zu Kirche Natività a Villa (Q3667807)                              | Kirche Natività a Villa / Chiesa della Natività a Villa KGS-Nr.: 05418                                    | B    | G   | Via Beccaria 720771 / 79473          |                                                                               |
| BW   | Datei hochladen · Wikidata zu Kirche Sant’Apollonia (Q3668024)                                | Kirche Sant’Apollonia / Chiesa di Sant’Apollonia KGS-Nr.: 05419                                           | B    | G   | Via Sant’Apollonia 719951 / 79584    |                                                                               |
| BW   | Datei hochladen · Wikidata zu Pfarrkirche Santi Giorgo e Vittore (Q3668199)                   | Pfarrkirche Santi Giorgio e Vittore / Chiesa parrocchiale dei Santi Giorgio e Vittore KGS-Nr.: 05420      | B    | G   | Via San Giorgio 720298 / 79201       |                                                                               |
| BW   | Datei hochladen · Wikidata zu Ehemaliger Cigalini-Palast in Villa (Q29884198)                 | Ehemaliger Cigalini-Palast in Villa / Palazzo già Cigalini a Villa KGS-Nr.: 05421                         | B    | G   | Via Nobili Cigalini 3 720811 / 79520 |                                                                               |
| BW   | Datei hochladen · Wikidata zu Kantonales landwirtschaftliches Institut in Mezzana (Q29884193) | Kantonales landwirtschaftliches Institut in Mezzana / Istituto agrario cantonale a Mezzana KGS-Nr.: 05422 | B    | G   | Via San Gottardo 1 721179 / 79126    |                                                                               |